# Зернобаза
Зернобаза — посёлок в Ачитском городском округе Свердловской области. Управляется Заринским сельским советом.

## География
Посёлок располагается на водоразделе рек Ачит и Бисерть в 7 километрах на юго-восток от посёлка городского типа Ачит.

### Часовой пояс
Зернобаза, как и вся Свердловская область, находится в часовой зоне МСК+2. Смещение применяемого времени относительно UTC составляет +5:00.

## Население
| 2002 | 2010 | 2021 |
| ---- | ---- | ---- |
| 12   | ↗18  | ↘13  |

## Инфраструктура
В посёлке расположена всего одна улица: Лесная.